# キャッシュ・ウィーラー
キャッシュ・ウィーラー（Cash Wheeler、1987年5月17日 - ）は、アメリカ合衆国の男性プロレスラー。ノースカロライナ州ローリー出身。AEW所属。

## 来歴

### インディー団体
2002年9月22日、プロレスラーとしてのキャリアを開始。2005年にはスティーブン・ウォルターズ（Steven Walters）のリングネームでNWA加盟団体であるNWAワイルドサイドやLAW（Live Action Wrestling）に参戦。
2007年、NWA加盟団体であるNWAアナーキーに入団。デリック・ドライバーとタッグチーム、ニュー・ウェーブ（The New Wave）なるタッグチームを結成して活動するが中堅として1年を過ごした。
2008年1月5日、ハリウッド・ブルネッツ（アンドリュー・アレキサンダー & カイル・マシューズ）から勝利したのをきっかけにNWAアナーキータッグ王座を巡って各タッグチームと争うまでに成長。9月29日、NWAアナーキータッグ王座挑戦権獲得マッチとしてデビルズ・リジェクト（アズラエル & ショーン・テンパーズ）と対戦して勝利した事から挑戦権を獲得。10月13日、NWAアナーキータッグ王座を保持するNWAエリート（キモ & シャッター）に挑戦して勝利し、王座を戴冠した。
2009年1月24日、NWA加盟団体のNWAシャーロットにて元TNA所属のナチュラルズ （チェイス・スティーブンス & アンディ・ダグラス）と対戦して勝利。4月18日、NWAアナーキーにてNWAアナーキータッグ王座を保持するタレント・アンド・マネー（アンドリュー・ペンデルトン3世 & TJタレント）に勝利し、2度目の王座を戴。5月30日には再びNWAシャーロットに参戦し、1Dayトーナメントであるクイーンシティ・タッグ・クラシックに出場。決勝でナチュラルズと対戦して勝利し、優勝を飾った。
2010年、タッグ戦線のトップとしてストーリーラインで活躍していたが10月30日にタレント・アンド・マネーと敗者解散タッグマッチを行い勝利したもののニュー・ウェーブとしての活動を停止し、シングルへと転身した。12月10日、SAW（Showtime Allstar Wrestling）にてECW、WWE、TNAで活躍したキッド・キャッシュと対戦するが敗戦した。
2011年7月23日、NWAアナーキーTV王座3Wayマッチに出場し、王者であるジェフ・ルイス、ブロディ・チェイスと対戦して勝利し、シングル転向後初の王座を戴冠。8月6日、NWA Legend Fanfestにてデリック・ドライバーと一夜限りのニュー・ウェーブを再結成。NWA世界タッグ王座を保持するダークシティ・ファイトクラブ（ジョン・デービス & コリー・チェイビス）に挑戦するも敗戦した。
2012年よりアメリカ国内の様々なインディー団体に参戦するようになり、RPW（Resistance Pro Wrestling）やPWS（Pro Wrestling Syndicate）、WrestleForceといった団体に出場。シングルのみならず、ジョン・スカイラーとラブ・ヘイト・マシーン（The Love Hate Machine）を結成して活動。
2013年3月、日本のインディー団体であるZERO1に参戦する為に初来日を果たす。31日にはZERO1奉納プロレス靖国大会に出場し、マイバッハβ & タマ・ウィリアムスと組んでKAMIKAZE & 崔領二 & YO-HEYと6人制タッグマッチを行い勝利。4月15日にはインターナショナルジュニアヘビー級王座 & NWA世界ジュニアヘビー級王座を保持する菅原拓也に挑戦するが最後には菅原のフィニッシャーである十三不塔を喰らい敗戦した。

### WWE

#### NXT
2014年3月、WWEとディベロップメント契約を交わして入団。ダッシュ・ワイルダー（Dash Wilder）のリングネームでWWEパフォーマンスセンターにてトレーニングを開始し、6月にNXTに昇格。スコット・ドーソンとザ・メカニックス（The Mechanics）なるタッグチームを結成し、同月28日にNXT Liveにてデビュー。リージョナーズ（シルベスター・ルフォー & マーカス・ルイス）と対戦して勝利した。7月31日、NXTにてモジョ・ローリー & ブル・デンプシーとの試合でデビューするが敗戦した。NXTデビュー後、長期間ダークマッチやジョバー的な位置で活動。
2015年7月29日、エンツォ・アモーレ & コリン・キャサディとの対戦にて序盤は試合を優位に進められるものの中盤より主導権を握るとアモーレとキャサディは仲間割れを起こしてタッグ間に軌轢を生じた隙をついてフィニッシャーであるシャッターマシーンをアモーレに決めて勝利した。11月11日、NXTタッグ王座を保持するボードビレインズ（エイデン・イングリッシュ & サイモン・ゴッチ）に挑戦。イングリッシュの膝を集中して攻撃し、終盤にはゴッチをリング外へ排除するとセカンドロープからダイビングフットスタンプをイングリッシュの左膝へ決めると続けてドーソンがリバース・フィギュアフォー・レッグロックで極めてギブアップをさせて勝利し、ベルトを奪取した。12月16日、Takeover Londonにてエンツォ・アモーレ & コリン・キャサディと王座戦を行う。序盤にドーソンと2人がかりでキャサディを攻め、アモーレも長時間捕えて優勢に進める。最後にアモーレにシャッター・マシーンを決めて勝利。ベルトを防衛した。
2016年3月12日、WWE・Roadblock 2016にてエンツォ・アモーレ & コリン・キャサディと王座戦を行う。序盤よりエンツォを捕まえて優勢になるがエンツォがキャサディへのタッチに成功するとキャサディより一掃されてしまい流れが一転。自身が一方的に攻められピンチに陥り、エンツォとキャサディがスカイズ・ザ・リミットを狙ってエンツォがコーナーポストに登ったところをドーソンが介入して不発させ、キャサディを場外にてシャッターマシーンを決めてエンツォを孤立させると最後にシャッターマシーンを決めて勝利した。4月1日、NXT Takeover Dallasにてアメリカン・アルファ（チャド・ゲイブル & ジェイソン・ジョーダン）とNXTタッグ王座戦を行い敗戦して王座を陥落。6月8日、NXT Takeover The Endにてアメリカン・アルファに対してリベンジマッチを行う。序盤より流れを掴まれると中盤には両者よりアンクルロックを決められるが、レフェリーの隙を突いて脱出。そしてゲイブルを捕獲すると甚振るがジョーダンにタッチされると再び流れがアメリカン・アルファに行こうとしたところに最後にシャッター・マシーンを決めて逆転勝利を収め、2度目の王座を戴冠した。

#### WWE
2017年4月3日、WWE・RAWにてドーソンと共に登場。ニュー・デイ（ビッグ・E & エグザビアー・ウッズ with コフィ・キングストン）と対戦。終盤にウッズを相手に手こずるがウッズがオーナー・ロールを仕掛けてきたところにカウンターでシャッター・マシーンを決めて勝利。試合後にはセコンドを務めていたコフィを襲撃した。同月14日、NXT Liveにてヒデオ・イタミ & 中邑真輔との対戦中に顎を負傷。長期欠場となる。
2019年2月11日、RAWでWWEロウタッグ王者チームのチャド・ゲイブル & ボビー・ルードに挑戦。4人がリングで入り乱れる攻防からゲイブルにシャッターマシーンを決めて勝利。王座を戴冠した。6月10日、RAWでWWEロウタッグ王者チームのカート・ホーキンス & ザック・ライダーにウーソズとトリプルスレットマッチ形式の王座戦に挑む。終盤にウーソズによるスーパーキックの応酬に苦しみ、ジェイ・ウーソがライダーにダイビング・ボディ・プレスを決めると、ドーソンが場外から割って入りジェイにフォールを奪い勝利。王座を戴冠した。
2020年4月10日、タッグパートナーであるドーソンとともにWWEを解雇された。

### AEW
AEWと契約し、2020年5月27日放送の「AEWダイナマイト」に、スコット・ドーソン改めダックス・ハーウッドとともに登場。新リングネームはキャッシュ・ウィーラー（Cash Wheeler）。

## 得意技

### フィニッシュ・ホールド
ダブルニー・フェイスバスター
フルネルソンスラム
クレイドル・パイルドライバー
インディー時代のフィニッシャー。

### 打撃技
ケンカキック
エルボー
エルボー・スタンプ
バックエルボー
ヨーロピアン・アッパーカット
バックハンド・チョップ
ナックルパート
クローズライン

### 投げ技
スープレックス
スーパープレックス
ドラゴン・スクリュー
サイドスラム
ジャーマンスープレックス
スパインバスター

### 連携技
マインドブレーカー
スパイク・パイルドライバー
スコット・ドーソンとの連携技。
ドーソンがパイルドライバーの体勢で抱え上げ、自身が相手の両足を掴んで叩きつける。
ビッグリグ
スコット・ドーソンとの合体技
ダックス・ハーウッドが相手をフラップジャックの体勢で担ぎ上げ、そこへ自身が両膝を押し当てる形で飛び付いて背面から倒れ込み、両膝に相手の顔面を打ち付けるツープラトン式の変形コード・ブレイカー。
WWE時代は、シャッターマシーンAEW時代初期は、グッドナイト・エクスプレスの技名で使用していた。
アンスキニー・ボップ
デリック・ドライバーとの合体技。
相手をサイドスラムの体勢で持ち上げ、ドライバーがムーンサルトプレスを仕掛けると同時に落とす。

## タイトル歴

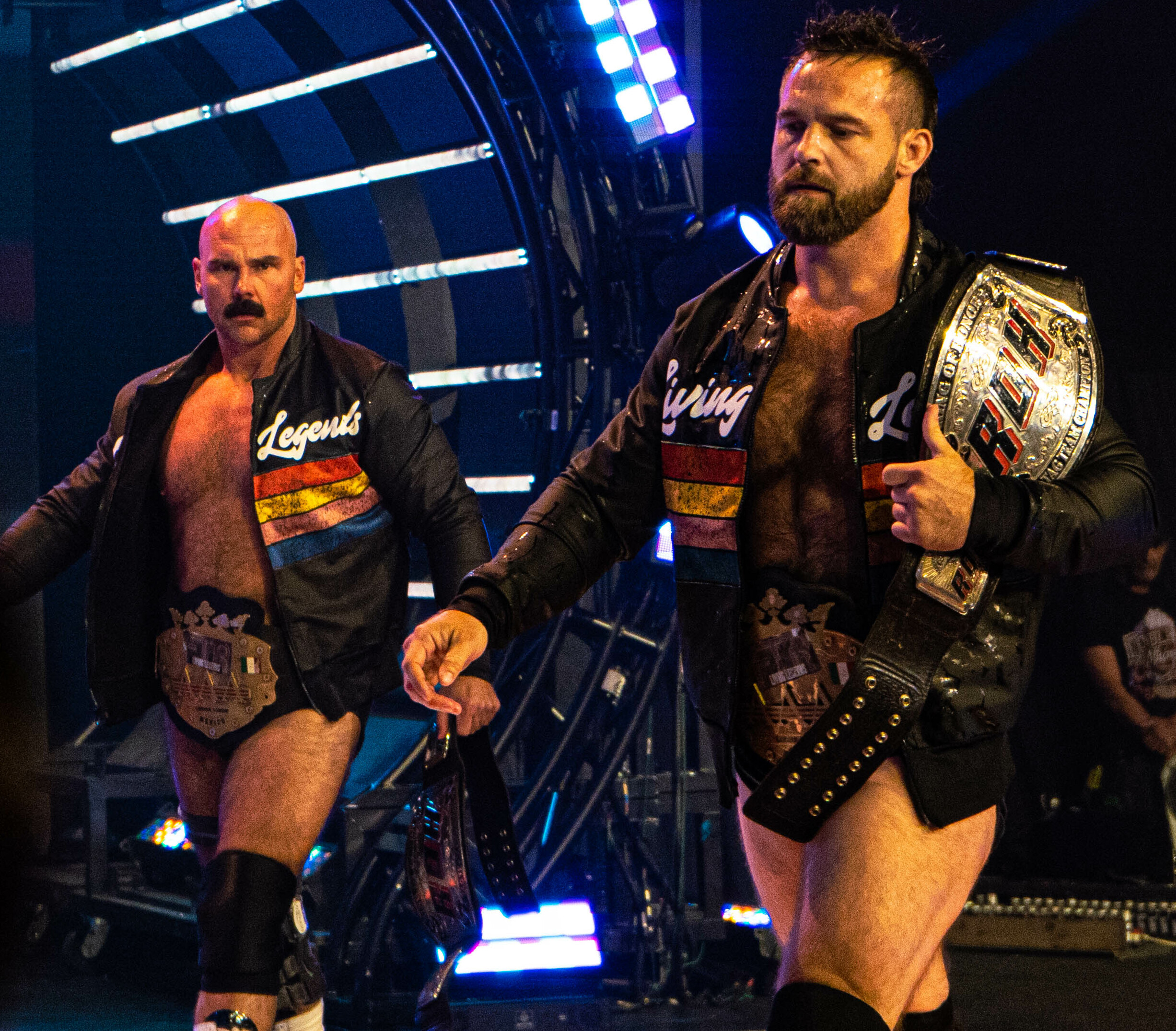

2022年、FTRは3つの別々のタッグチームチャンピオン（ROH、AAA、新日本プロレス）を3つ同時に保待。新日本プロレスにタイトルを獲得したイベント「AEW x NJPW: Forbidden Door」に入場し、AAAとROHのタイトルを保持している。
WWE
- WWEロウタッグ王座 : 2回

w / スコット・ドーソン
- スマックダウンタッグ王座 : 1回

w / スコット・ドーソン
- 24/7王座 : 1回

w / スコット・ドーソン
- NXTタッグ王座 : 2回

w / スコット・ドーソン
AEW
- AEW世界タッグ王座：2回（第3・11代）

w / ダックス・ハーウッド
ROH
- ROH世界タッグ王座 : 1回（第63代）

w  / ダックス・ハーウッド
新日本プロレス
- IWGPタッグ王座 : 1回（第96代）

w  / ダックス・ハーウッド
AAA
- AAA世界タッグチーム王座 : 1回（第25代）

w / ダックス・ハーウッド
NWA
- NWAアナーキーTV王座 : 1回
- NWAアナーキータッグ王座 : 2回

w / デリック・ドライバー
- クイーンシティ・タッグ・クラシック  優勝  : 1回（2009年）

w / デリック・ドライバー
WrestleForce
- WrestleForceタッグ王座 : 1回

w / ジョン・スカイラー

## 入場曲
- Southern Proud - 現在使用中
- Attitude
- Down South